# آدا بولاك
آدا بولاك (بالنرويجية البوكمول: Ada Polak)‏ هي مؤرخة الفن نرويجية، ولدت في 19 سبتمبر 1914 في Ljan ‏ في النرويج، وتوفيت في 25 أكتوبر 2010 في لندن في المملكة المتحدة.